# Sapato

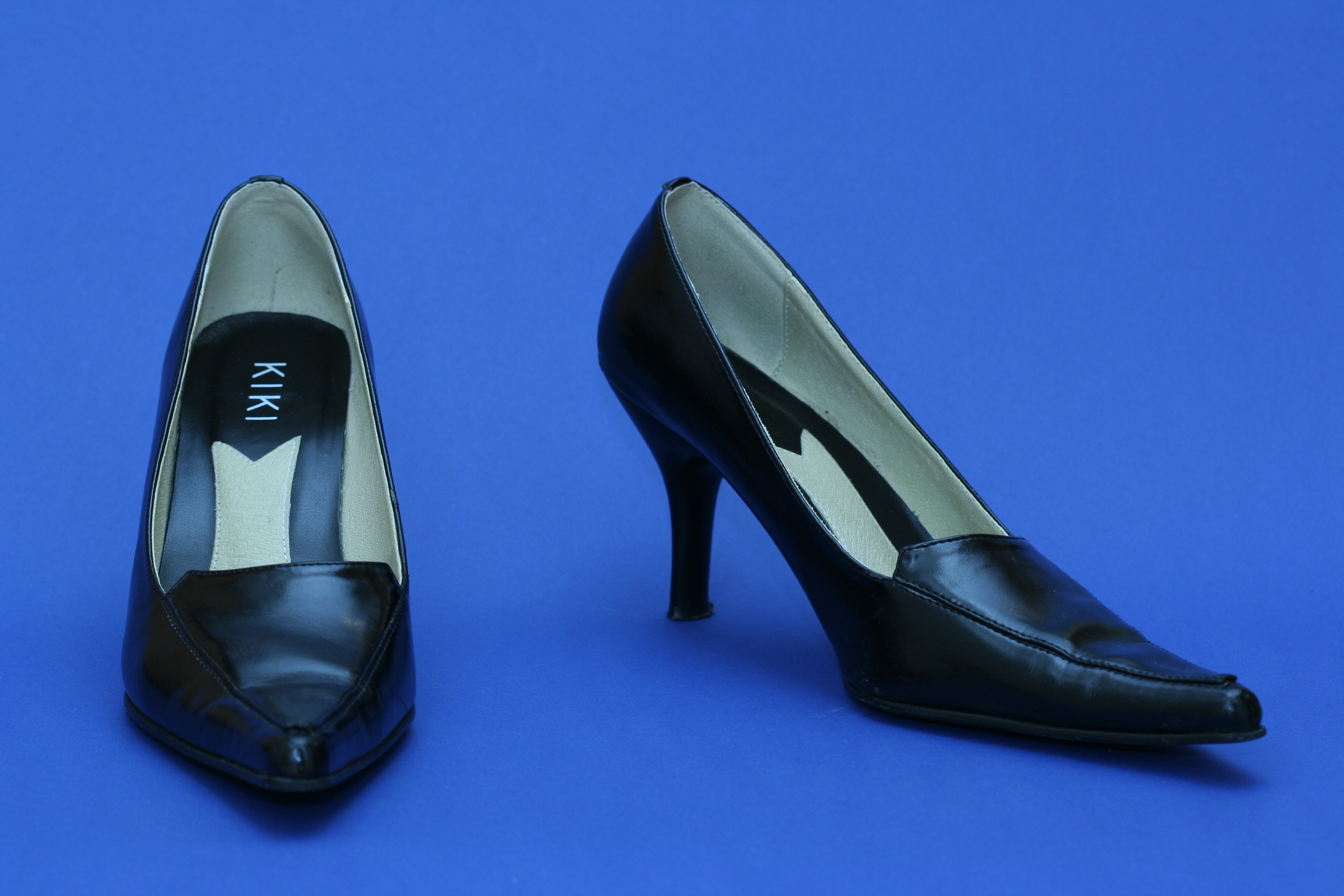
Sapato feminino de salto-alto

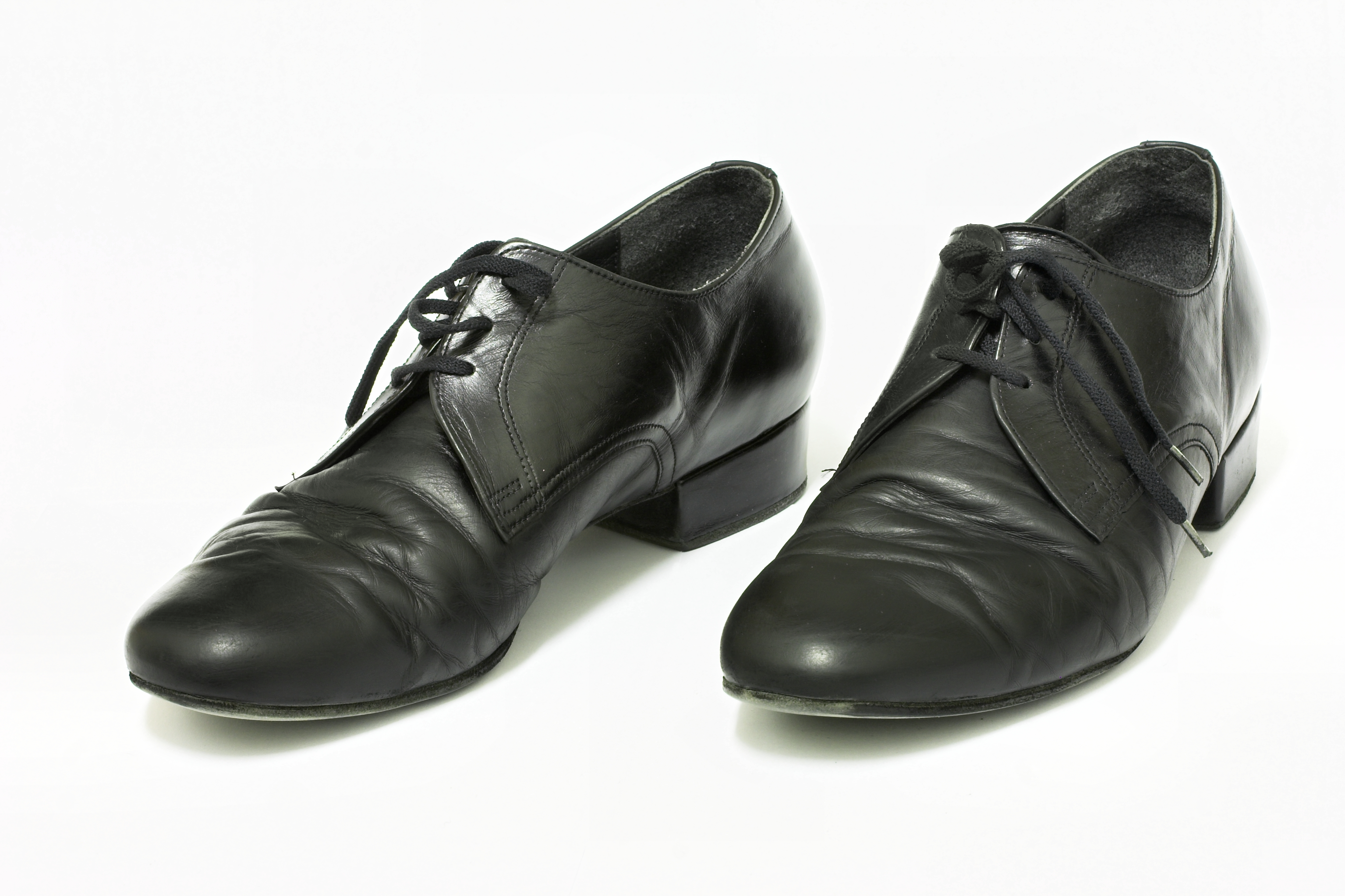
Sapato masculino

Sapato é a peça do vestuário que tem a finalidade de proteger os pés. Nos países frios, o mocassim e as botas servem como protetores e aquecedores para os pés, ao passo que, nos países mais quentes, usa-se mais a sandália e o chinelo, protegendo o pé, mas sem o abafar.
Hoje, esta peça transcendeu sua finalidade inicial e serve como adorno e acessório de moda, tendo também uma função social.

## Origem
Muitos atribuem aos egípcios a arte de curtir couro e fabricar sapatos, porém, existem evidências de que os sapatos foram inventados muito antes, na transição entre o Período Paleolítico e o Período Neolítico.
Existem evidências que a história do sapato começa a partir de 10 mil a.C., ou seja, entre o Paleolítico e o Neolítico, pois pinturas desta época, em cavernas na Espanha e no sul da França, fazem referência ao calçado.

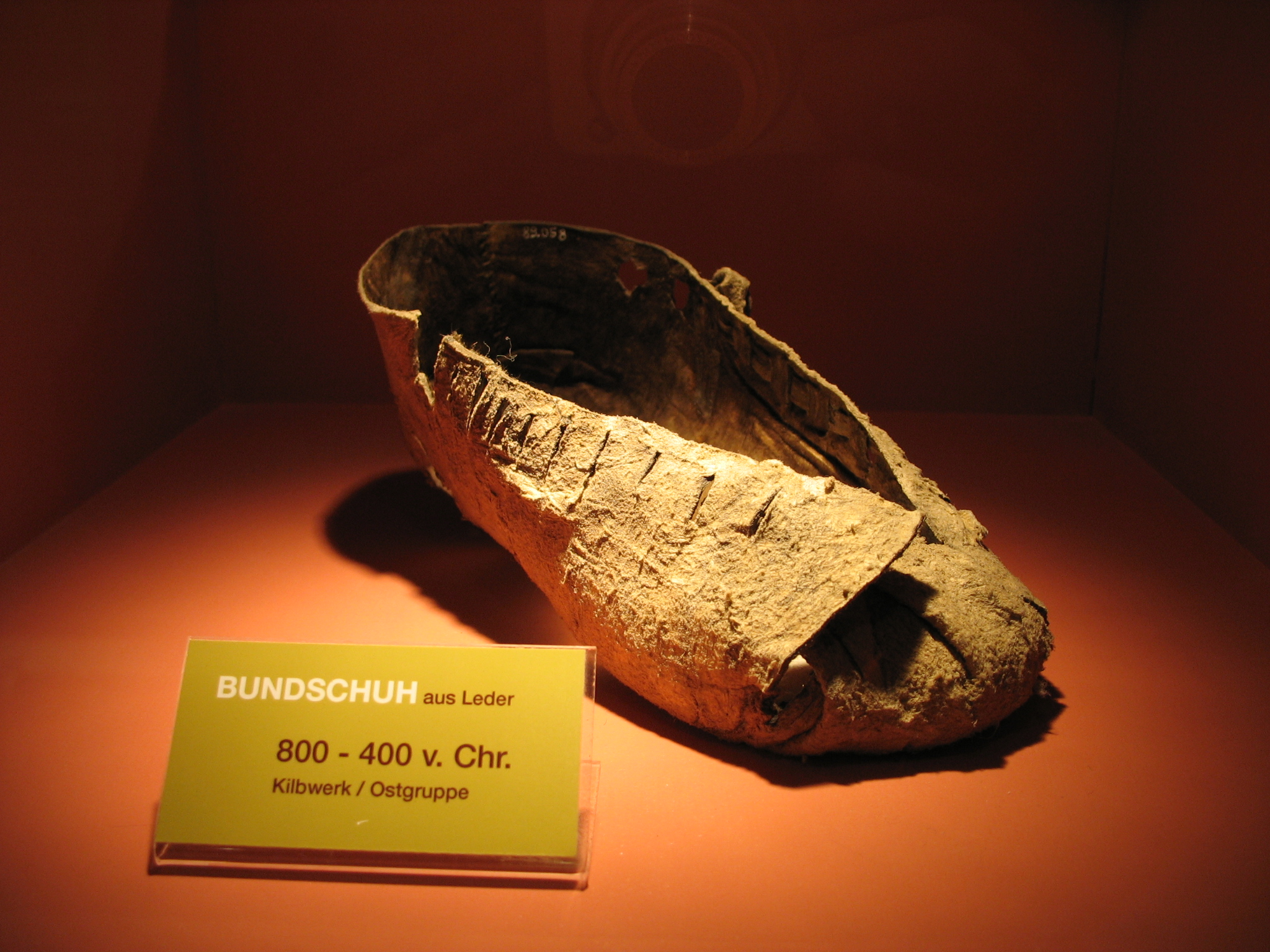
Sapato de couro de 800 a 400 a.C. no Museu Hallstatt, na Austrália

Entre os utensílios de pedra dos homens das cavernas existem vários que serviam para raspar as peles, o que indica que a arte de curtir é muito antiga. Nos hipogeus egípcios, que eram câmaras subterrâneas usadas para enterros e que têm idade entre seis e sete mil anos, foram descobertas pinturas que representavam os  diversos estados do preparo do couro e dos calçados.
No Antigo Egito, as sandálias eram feitas de palha, papiro ou de fibra de palmeira e era comum as pessoas andarem descalças, carregando as sandálias e usando-as apenas quando necessário. Sabe-se que apenas os nobres da época possuíam sandálias. Mesmo um faraó como Tutancâmon usava sandálias e sapatos de couro simples, apesar dos enfeites de ouro.
Na Mesopotâmia eram comuns os sapatos de couro cru, amarrados aos pés por tiras do mesmo material. Os coturnos eram símbolos de alta posição social.
Na Grécia Antiga, os gregos chegaram a lançar moda, como a de modelos diferentes para os pés direito e esquerdo.
Na Roma Antiga, o calçado indicava a classe social. Os cônsules usavam sapato branco, os senadores sapatos marrons presos por quatro fitas pretas de couro atadas a dois nós, e o calçado tradicional das legiões era a bota de cano curto que descobria os dedos.
Na Idade Média, tanto homens como mulheres usavam sapatos de couro abertos que tinham uma forma semelhante ao das sapatilhas. Os homens também usavam botas altas e baixas, atadas à frente e ao lado. O material mais corrente era a pele de vaca, mas as botas de qualidade superior eram feitas de pele de cabra.
A padronização da numeração é de origem inglesa. O rei Eduardo I foi quem uniformizou as medidas. A primeira referência conhecida da manufatura do calçado na Inglaterra é de 1642, quando Thomas Pendleton forneceu quatro mil pares de sapatos e 600 pares de botas para o exército. As campanhas militares desta época iniciaram uma demanda substancial por botas e sapatos.
Em meados do século XIX começaram a surgir as máquinas para auxiliar na confecção dos calçados mas, só com a máquina de costura o sapato passou a ser mais acessível.
A partir da quarta década do século XX, grandes mudanças começam a acontecer na Indústria calçadista, como a troca do couro pela borracha e pelos materiais sintéticos, principalmente nos calçados femininos e infantis. Atualmente algumas marcas de sapato se constituem enquanto símbolos de status social, assim, os sapatos deixam de ser apenas uma proteção para os pés.
Até a década de 1920, era comum o uso de sapatos juntamente com as roupas de praia, no lazer feminino.

## O Sapato no Brasil

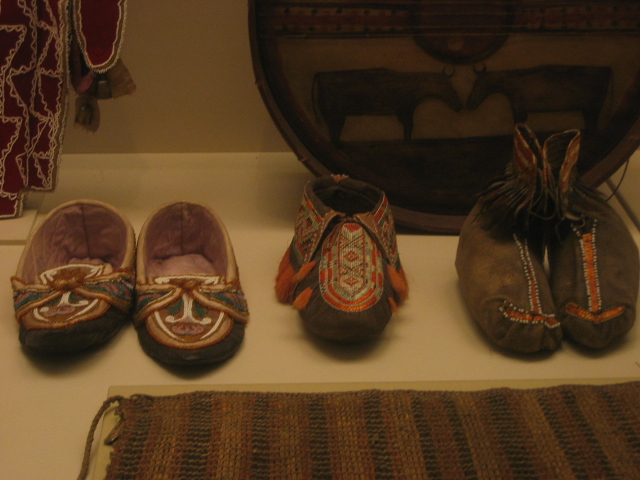
Sapatos dos índios americanos no Museu Britânico, em Londres.

Utilizados somente como proteção dos pés, com a vinda da corte portuguesa ao Brasil, em 1808, o comércio sofreu um incremento e os costumes europeizaram-se, passando  o sapato a fazer parte da moda. Nesta época os escravos eram proibidos de usar sapatos, mas quando conseguiam a liberdade, compravam um par de calçados como símbolo da nova condição social. Como muitos não se acostumavam a usá-lo, viravam objeto de decoração ou de prestígio, carregando-os, orgulhosamente, nos ombros ou nas mãos.
Apesar de existirem várias sapatarias no Rio de Janeiro para atenderem o mercado da alta sociedade local, o calçado normalmente era importado da Europa. No final do século XIX o modelo básico do calçado era a botina fechada de camurça, de pelica ou de seda para as mulheres mais abastadas, e os chinelos para o restante da população feminina.
Nas décadas de 1910 e 1920 o modelo de sapato feminino mais usado no Brasil era o borzeguim ou a botina, evitando os pés expostos, mesmo que os vestidos já tivessem subido seu comprimento.
No pós-guerra houve uma mudança muito grande na maneira de vestir e de calçar. A mulher passou a sair às ruas, praticar esportes e cuidar do corpo, sendo o tênis inventado nessa época. Além disso, como os vestidos encurtaram, os sapatos ficaram mais à mostra, aumentando a preocupação com a estética do calçado.